# Qasigiannguit Kommune
Qasigiannguit Kommune var tidligere en kommune i Vestgrønland. Den havde navn efter sin hovedby Qasigiannguit. Den blev 1. januar 2009 en del af Qaasuitsup Kommune.

## Byer og bygder i Qasigiannguit Kommune
- Qasigiannguit (da.: Christianshåb)
- Ikamiut

Byen Qasigiannguit er en lille by i den sydøstlige del af Diskobugten. Det første hus i kolonien blev indviet den 25. juli 1734 af Hans Egedes søn Poul Egede. Kolonien blev "døbt" Christians Haab efter kong Christian VI og var den første koloni i Nordgrønland.
Qasigiannguit kaldes også for Diskobugtens Perle.
Den største virksomhed i Qasigiannguit er byens hellefiskefabrik.
69°N 50°V / 69°N 50°V